# District de Jinchengjiang
Le district de Jinchengjiang (金城江区 ; pinyin : Jīnchéngjiāng Qū) est une subdivision administrative de la région autonome du Guangxi en Chine. Il est placé sous la juridiction de la ville-préfecture de Hechi.